# راي ميرفي جونيور
راي ميرفي جونيور (بالإنجليزية: Ray Murphy, Jr.)‏ هو مصارع رياضي أمريكي، ولد في 4 أكتوبر 1946، وتوفي في 20 يوليو 2010.